# Pogăceaua
Pogăceaua (in ungherese Mezőpagocsa) è un comune della Romania di 2030 abitanti, ubicato nel distretto di Mureș, nella regione storica della Transilvania. 
Il comune è formato dall'unione di 10 villaggi: Bologaia, Ciulea, Deleni, Fântâna Babii, Pârâu Crucii, Pogăceaua, Scurta, Sicele, Valea Sânpetrului, Văleni.